# Veronika Lišková
Veronika Lišková (* 4. prosince 1982 Praha) je česká filmová režisérka a scenáristka.

## Život
Vystudovala Teorii kulturní tvorby na Filozofické fakultě Univerzity Karlovy a scenáristiku a dramaturgii na FAMU. Jejím mužem je scenárista Eugen Liška.

## Tvorba
Věnuje se především dokumentární tvorbě. Její dokumentární celovečerní debut Danielův svět debutoval v sekci Panorama na festivalu Berlinale. Mezi její nejznámější snímky patří dokument Návštěvníci o životě antropoložky Zdeňky Sokolíčkové, která se s rodinou na dva roky přestěhuje do nehostinného prostředí Špicberků. Snímek získal řadu ocenění na domácích festivalech (např. Cenu pro nejlepší český dokument na festivalu Jeden svět 2023, Zvláštní uznání poroty MFDF Ji.hlava 2022, ad.). Působí také jako dramaturgyně a kurátorka. V roce 2024 měl premiéru její hraný celovečerní debut Rok vdovy s Pavlou Beretovou v hlavní roli, který byl v premiéře uveden na MFF ve Varšavě.

## Filmografie
- 2010 – Mezičas
- 2010 – Doteky tance
- 2011 – Dokud nás Bůh nerozdělí
- 2012 – Trochu lepší svět
- 2014 – Danielův svět
- 2022 – Návštěvníci
- 2024 – Rok vdovy